# Белорусский партизан
«Белорусский партизан» — независимый общественно-политический новостной сайт на русском и белорусском языках, являющийся одним из популярных общественно-политических интернет-проектов в Белоруссии. Основан в ноябре 2005 года по инициативе Павла Шеремета, минских журналистов и их коллег, уехавших из Беларуси в другие страны.

## Конфликт вокруг сайта
В конце февраля 2010 года Александр Иванович Слобода, председатель Совета Минской областной организации Белорусского общественного объединения ветеранов, заявил, что сайт публикует «провокационные материалы, которые носят предвзятый, антибелорусский характер» (цитата). Автор заявления заявил, что считает оскорбительным использование словосочетания «белорусский партизан» в названии сайта. Обращение ветеранов опубликовала правительственная газета «Рэспубліка».
Несколько недель спустя принадлежащее государству информационное агентство «БелТА» опубликовало ещё два обращения недовольных ветеранов: заявление жителей Гродненской области, а также высказывания главы Республиканского совета Белорусского общественного объединения ветеранов, назвавшего содержание сайта «грязной стряпней, которая оскорбляет любого жителя Беларуси» (цитата). Все жалобщики требовали изменить название сайта.
Руководство сайта расценило появление обращений ветеранов как новую волну давления власти на независимые СМИ. По мнению представителей «Белорусского партизана», используется привычная схема: «ветераны пишут возмущенные письма, а власти начинают реагировать, чтобы не обидеть уважаемых людей» (цитата).
19 декабря 2010 года в день президентских выборов доступ к сайту из Беларуси был заблокирован.
В декабре 2017 года Министерство информации Республики Беларусь заблокировал «Белорусский партизан» за публикацию «запрещённой информации». В результате портал «Белорусский партизан» возобновил работу, изменив домен * .org на * .by.
13 сентября 2021 года доступ к сайту в Беларуси заблокировали: Министерство информации наказало редакцию за ссылки на «Белсат».
В ноябре 2021 года сайт, телеграм-канал и социальные сети «Белорусского партизана» были включены в белорусский список экстремистских материалов. После этого редакция удалила свой телеграм-канал, объяснив это желанием не подставлять читателей, а сайт «Белорусского партизана» перестал обновляться.

## Награды
В 2018 году получило премию «Свободная пресса Восточной Европы» немецкого фонда Zeit-Stiftung и норвежского фонда Fritt Ord за свои журналистские расследования.